# Pedro de la Plesa
Pedro de la Plesa (fl. 1622) était un corsaire espagnol du XVIIe siècle. Il a servi comme Dunkirker au service de la couronne espagnole pendant la guerre de Quatre-Vingts Ans,. Lui et Juan Garcia accompagnaient leur camarade capitaine Jan Jacobsen dans la bataille navale contre la République néerlandaise.

## Biographie
En octobre 1622, il quitte Ostende avec Juan Garcia et Jan Jacobsen dans le but de briser le blocus de l'ennemi. Cependant, de la Plesa  est immédiatement repéré par un yacht néerlandais naviguant à proximité d'Ostende. Le capitaine du navire, Jacob Volckertzoon Vinck, coupe les amarres et navigue loin de la flotte de l'amiral Harman Kleuter. Il est ensuite rejoint par un autre escadron de Den Briel, sous le commandement du capitaine Lambert Hendrikszoon. Comme la flotte combinée est apparu, les deux Espagnols se rendirent compte qu'ils étaient beaucoup moins nombreux qu'eux, et choisirent de se retirer. Jan Jacobsen, lui, a choisi de combattre les neuf navires de guerre, au risque de périr. On ne sait pas pourquoi Jacobsen avait décidé de combattre les navires de guerre, certainement pour couvrir la retraite de Juan Garcia et Pedro de la Plesa, mais il n'aura pas survécu à cette longue bataille...